# نش
النش لغة: هو نصف كل شيء.
النش عشرون درهما وهو نصف الأوقية لأنهم يسمون الأربعين درهما أوقية، ويسمون العشرين نشا ويسمون الخمسة نواة.
مقدار النش :
عند الحنفية 62.4 غرام.
وعند الجمهور : 59.5 غرام.

## المصدر
1. ↑  علي جمعة. المكاييل والموازين الشرعية.
2. ↑  أبي العباس أحمد العزفي السبتي. حقيقة الدينار والدرهم والصاع والمد.